# Ford Sidevalve
O Ford Sidevalve é um motor presente em vários modelos de automóveis da Ford.